# Berto Dorcé
Berto Dorcé, homme d'État haïtien, Juge de paix suppléant, avocat au barreau de Port-au-Prince, conseiller juridique et ministre de la Justice et de la Sécurité publique du 25 novembre 2021 au 11 novembre 2022; ex-conseiller de la présidence, ex-conseiller juridique au Sénat et avocat de carrière,.

## Biographie
Berto Dorcé est né, le 28 décembre 1970, à  Thomazeau, fils d'un arpenteur, Alphonse Paul, et d'une Madan Sara de Thomazeau, Cressance Dorcé. Il est le benjamin d'une famille de plusieurs enfants du côté maternel. Il porte le nom de sa mère et compte plusieurs frères et sœurs du côté de son père. Il passe toute son enfance entre Carrefour et Miragoâne, d'où son père est originaire, plus précisément dans la localité de Diablée.
En 1980, le jeune Berto  avait 10 ans quand il a commencé  à fréquenter  l'École nationale de Thor, à Carrefour. Sa scolarité se poursuit grâce aux dons en matériels didactiques : « des sacs à dos, des cahiers et plumes que distribuait régulièrement Michèle Bennett Duvalier, Première dame d'alors, aux élèves des écoles publiques du pays».
Après le certificat d'étude primaire à Carrefour, Berto Dorcé poursuit ses études secondaires au collège métropolitain d'Haïti. En 1994, il a passé le concours admission la faculté de droit et des sciences économiques de l'université d'État d'Haïti (FDSE). Il entreprend parallèlement des études (inachevées) en gestion de stock. Il sort  diplômé de l'Institut supérieur des Archives (ISA). Peu après l'obtention d'une licence en droit. 
Puis, il a intégré l'École de magistrature (EMA). Il suit des cours spécialisés en droit international et comparé de l'environnement à la faculté de droit et des sciences économiques de Limoges, France, en 2005. Jeune étudiant en Droit, Berto Dorcé participe au concours d'excellence organisé en 1995 par le ministre de la Justice, Jean- Joseph Exumé. Sa performance remarquée au concours, lui a valu une nomination en tant que juge suppléant au Tribunal de paix de Miragoâne. Il serait  transféré, soit deux ans plus tard, au tribunal de paix de Gressier. 
En mars 1999, Berto Dorcé rejoint en tant qu'avocat, le cabinet de Justin Fièvre et Guy César. En 2014, avec l'objectif d'apporter sa contribution à l'appareil judiciaire haïtien, il a créé Justice Exel en compagnie de collègues avocats : Justin Fièvre, Alain Guillaume, Fritz Frédérique, Fabrice et Frank Venéus. Il fonde, en 2008, le cabinet Dorcé et Associés qui jusqu'à nos jours dessert la population. Dorcé a été aussi membre du cabinet de l'ancien ministre Jean-Max Bellerive et, en même temps, avocat au sénat de la république.
Avocat de profession, il s'est taillé une place de choix dans le système judiciaire. Il travaille avec des hommes  politiques, des hommes d'affaires et des citoyens ordinaires. Homme de loi devenu garde des sceaux de la république d'Haïti . En étant ministre de la justice, Berto Dorcé milite contre la détention préventive prolongée. Plus de 1800 prisonniers en détention préventive prolongée ont été jugés puis libérés. Il a permis à l'État haïtien d'économiser environ deux cent-cinquante millions (250) de gourdes. Il apporte son aide au combat contre la corruption, en stoppant environ quatre cents (400) chèques-zombie.
Au cours de son passage au ministère de la Justice, il a honoré plusieurs des anciens employé.e.s de ladite institution. Aux commandes du ministère, il a fait preuve d'un dirigeant honnête qui croit en la justice et qui s'investit dans l'humain. Il est contraint de démissionner de son poste par le conseil des ministres à la suite des sanctions imposées par les États-Unis. Le 20 décembre 2022, Berto Dorcé est frappé par de nouvelles sanctions par Affaires mondiales Canada. Le 11 novembre 2022, il est démis de ses fonctions suite à des accusations de corruptions portées contre lui.

### Ministre de la Justice
Le 25 novembre 2021, le premier ministre Ariel Henry entreprend le remaniement de son gouvernement. Ce qui placera, moins de vingt-quatre heures plus tard, Berto Dorcé comme nouveau ministre de la Justice et de la Sécurité publique,. Empêché par ses multiples fonctions, c'est le directeur de son cabinet qui a installé le nouveau garde des Sceaux, en lieu et place du premier ministre comme prescrit par la loi.
Plusieurs personnalités ont assisté à la cérémonie, dont le directeur général de l’École de la magistrature, le doyen du TPI de Port-au-Prince, le commissaire du gouvernement près le TPI de Port-au-Prince le directeur général a,i de la Police nationale d'Haïti (PNH), le secrétaire général de la Fédération des Barreaux d’Haïti et des représentants d’associations de Magistrats. 
À sa prise de fonction, le nouveau ministre de la Justice et de la Sécurité publique a promis de remettre en bonne marche tout le système judiciaire haïtien mis à mal par la corruption et les violations des lois fondamentales. Il a pointé du doigt le problème de la détention préventive prolongée, un dossier épineux au moment de son installation,.

### Entré au Nicaragua pour convaincre le GAFI qui menace Haïti de lourdes sanctions
Le 7 septembre 2022, le Ministère de la Justice en Haïti a annoncé qu'une délégation haïtienne, dirigée par le ministre de la Justice à l'époque, Berto Dorcé, et comprenant des représentants de la Banque de la république d'Haïti (BRH) et de l'Unité centrale de renseignements financiers (UCREF), s'est rendue au Nicaragua pour rencontrer le Groupe d'action financière (GAFI). 
Cette rencontre visait à discuter des préoccupations du GAFI concernant Haïti et des menaces de sanctions sévères qui pourraient exclure le pays du système financier international, entraînant ainsi la cessation des transferts d'argent internationaux vers Haïti.  
Le GAFI a depuis longtemps critiqué Haïti pour son approche permissive en matière de crimes financiers et de risques. L'objectif de cette mission a été de réexaminer la législation haïtienne sur les crimes financiers, de se conformer aux normes internationales en matière d'évaluation des risques, et de garantir qu'Haïti respecte ses engagements internationaux. 
Il a été un impératif pour les autorités haïtiennes de convaincre le GAFI de prendre des mesures strictes pour lutter contre les crimes financiers et les prévenir d'ici août 2023, conformément aux attentes du GAFI.  
Selon l'économiste Eddy Labossière, dans une publication datée du 31 aout 2022, dans le journal Alterpresse, le GAFI était de plus en plus préoccupé par les transferts d'argent sans justification venant de politiciens et d'oligarques haïtiens vers des paradis fiscaux et des banques étrangères, sans qu'il ait été possible de retracer ces transactions. 
De plus, la justice haïtienne n'a pas engagé de poursuites significatives contre les individus impliqués dans le blanchiment d'argent et le trafic d'armes à feu. Selon l'économiste, si des mesures convaincantes n'ont pas été prises, le GAFI aurait pu aller jusqu'à exclure Haïti du système financier international, ce qui aurait entraîné l'arrêt des transferts d'argent vers le pays.  
Berto Dorcé a joué un rôle essentiel dans cette négociation en tant que ministre de la Justice d'Haïti et chef de la délégation haïtienne qui s'est rendue au Nicaragua pour rencontrer le GAFI. 
Son autorité et son engagement étaient essentiels pour représenter Haïti de manière efficace. Berto Dorcé était la voix d'Haïti dans ces discussions. Il était chargé de présenter les positions du gouvernement haïtien, de défendre les actions entreprises par le pays pour se conformer aux normes internationales en matière de crimes financiers, et de négocier des mesures pour éviter des sanctions sévères,.

## Scandales et accusations de corruptions
Il existe dans la presse une kyrielle de scandales et d'accusations qui fait mention de hauts fonctionnaires et personnalités ecclésiastiques corrompus. En Haïti, le gouvernement de facto du Premier ministre Ariel Henry ne fait pas exception. Les derniers scandales et accusations les plus récents sont ceux d’importations d’armes en feu impliquant des hauts dirigeants l'Église épiscopale et deux hauts fonctionnaires de l'État accusés de trafic et importation d'armes illégales.
La Direction centrale de la Police judiciaire (DCPJ), organisme de prévention et de la répression des infractions pénales et auxiliaire directe de la Police nationale, a publié, le 1er août 2022, un rapport sur une cargaison d’armes et de munitions saisie à la douane de Port-de-Paix, le 1er juillet 2022. Le rapport dénombrait : 120 000 cartouches, réparties dans 157 caisses, 2000 de calibre 9 mm, 4000 de calibre 7.62, 114 000 de calibre 5.56, entreposées à bord du Miss Lilie. Certaines informations mentionnent des armes à feu et de l'argent en gourde et dollar américains confisqué n'était pas à bord du bateau. D'après le témoignage de Julie Prédelus Georges, la femme du propriétaire du bateau, de Jonas Georges. Par contre dans la résidence d'un certain Eddy Lafrance.
Malgré les rumeurs et les vents de scandale, le nom de Berto Dorcé n’a pas été mentionné dans le rapport de 18 pages publié par la DCPJ. Par ailleurs deux responsables du ministère de la justice et de la sécurité publique, mentionnés dans le rapport, ont été arrêtés pour trafic illicite d’armes et de munitions, trafic d’influence, actes de suspicion, de corruption, forfaiture et association de malfaiteurs, au préjudice de l’État haïtien et de la société. 
L'avocat Robinson Pierre Louis, secrétaire du barreau de Port-au-Prince, qui travaillait à  l'époque avec Me Michelet Virgile, le conseiller du ministre de la Justice et ancien commissaire de gouvernement de Port-de-Paix.  Dos au mur, les accusations de corruptions dans la presse pèsent lourd contre lui. Berto Dorcé a été l’avocat de Dimitri Vorbe, patron de la compagnie Sogener, lui aussi accusé de corruption.
Le juge Walther Wesser Voltaire a déclaré[Quand ?] qu'il n'avait aucun soupçon à son sujet. Quant à Robinson Pierre-Louis, le secrétaire général du barreau de Port-au-Prince et Michelet Virgil, le chef du parquet de Port-de-Paix, se présentent devant le tribunal correctionnel alors qu'il y a 5 autres personnes dont les noms ne sont pas cités qui doivent aller devant le tribunal correctionnel.

## Prises de position
Berto Dorcé  qualifie publiquement les sanctions imposées à son encontre par le Canada, comme des décisions politiques. Selon le journal Sattelite50, Berto Dorcé  affirme qu'il n'est pas inquiet, puisque ces mesures ont été prises sous base d'informations erronées. Il estime que ces sanctions lui ont faites du tort et regrette qu'elles aient pu l’empêcher de continuer à visiter son médecin pour une maladie dont il souffre, qui n’a pas été révélée.

## Affaires Judiciaire
Me. Berto Dorce : ex-ministre de la justice et de la securité publique a été blanchi de toutes les acusations qui pesaient contre lui  dans une ordonance de clôture du juge d'instruction Me. Walter Wesser Voltaire dans l’affaire de trafic d’armes et de munitions  à Port-de-Paix.
Dans un article paru sur le site internet du journal en ligne Loops News Haiti en date du 10 Octobre 2023,  souligne qu' une décision judiciaire sans équivoque a été prise en faveur de l’ancien ministre de la Justice Me Berto Dorcé, le disculpant des accusations qui pesaient contre lui dans le cadre de l’affaire de trafic d’armes et de munitions à Port-de-paix en juillet 2022.
Il a été disculpé de manière formelle par une ordonnance de clôture émise par le juge d’instruction Walter Wesser Voltaire. La clôture de cette affaire souligne l’innocence de l'ancien ministre de la justice et de la sécurité publique, Me Berto Dorcé, mettant ainsi un terme aux spéculations et aux controverses qui ont entouré cette affaire depuis son déclenchement. 
Selon le Journal Tassecafé magazin info , cette décision judiciaire réaffirme les principes fondamentaux de justice et d'équité dans le système judiciaire Haitien.

## Distinctions
- Le 11 août 2022 à Port-au-Prince

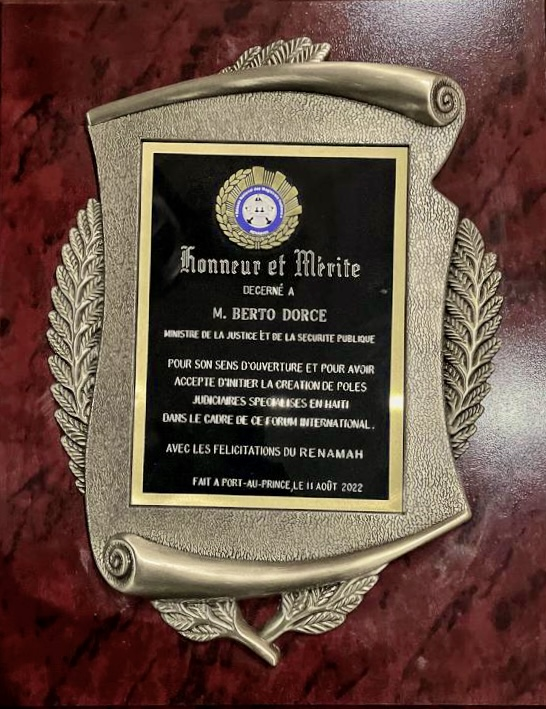
Honneur et mérite à Berto Dorcé

Berto Dorcé, ex ministre de la Justice et de la Sécurité publique (MJSP) a reçu une plaque d'honneur 
Pour son sens d'ouverture et pour avoir accepté d'initier la création de pôles judiciaires spéciaux en Haïti dans le cadre du Forum international avec les félicitations du RENAMAH

### Honneur et mérite decernés à Berto Dorcé

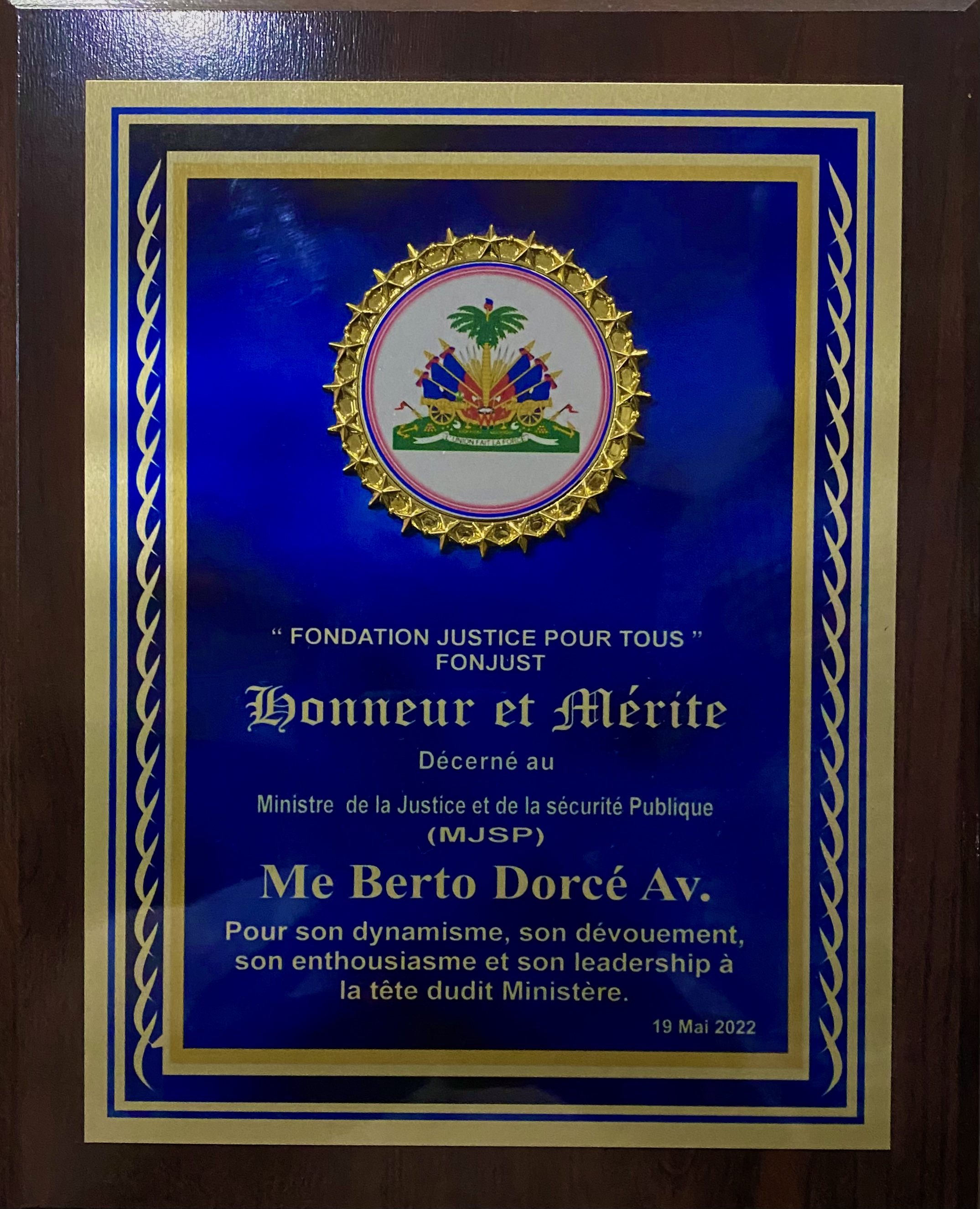
Honneur et mérite décerné à Berto Dorcé

- Le 19 mai 2022. Fondation Justice pour Tous (FONJUST)

Décerné au ministre de la Justice et de la Sécurité publique (MJSP)
Berto Dorcé, une plaque d'honneur  
Pour son dynamisme, son dévouement, son enthousiasme et son leadership à la tête du dit ministère.